# Vicious Circle Records
Vicious Circle est un label indépendant français créé en mars 1993 par Philippe Couderc (fondateur du fanzine Abus dangereux) à Bordeaux. Ses productions ne se focalisent pas dans un style en particulier, son esthétique évoluant au fil des années.

## Historique
Avec des artistes comme Drive Blind ou Mush, Vicious Circle se plaçait plutôt sur des versants punk / grunge / rock / pop noisy ou même hardcore (Tantrum, Seven Hate) à ses débuts. Tourné vers l'ouverture de ses frontières stylistiques, le label a signé par la suite The Notwist (Rock, Pop, Electronica), Improvisators Dub (Dub) ou encore Puppetmastaz (Hip-hop). Aujourd'hui le catalogue est représenté par Shannon Wright, Troy Von Balthazar, Lysistrata, The Psychotic Monks, Lane, Slift, It It Anita, Flip Grater, Mansfield.TYA, Chokebore...
Vicious Circle est membre fondateur de la FELIN (Fédération Nationale des Labels et Distributeurs Indépendants), de la FEPPIA (Fédération des Producteurs Phonographiques d'Aquitaine) et de CD1D (fédération nationale de labels indépendants). Il est également membre du RIM (Réseau des Indépendants de la Musique). 
Les disques Vicious Circle sont distribués en France, Benelux, Espagne, Italie, Japon, Allemagne, Canada, USA, et Pologne.

## Artistes
- 22-Pistepirkko
- Belly Button
- Calc
- Chokebore
- Clay Allison
- Clelia Vega
- Dèche Dans Face
- Denali
- Drive Blind
- Electric Fresco
- Elias Dris
- Elysian Fields
- Flip Grater
- Girls Against Boys
- Greedy Guts
- Improvisators Dub
- It It Anita
- Julie Doiron
- Julien Pras
- Kim
- King Khan & His Shrines
- Klub des 7
- Lane
- Lysistrata
- Manutension
- Minor Majority
- Petit Vodo
- Puppetmastaz
- Radio 4
- Seven Hate
- Shannon Wright
- Slift
- Sweatmaster
- Tender Forever
- The BellRays
- The Ex
- The Notwist
- The Psychotic Monks
- The Straw Dogs
- Virago
- Yann Tiersen et Shannon Wright